# Тбилиси
Тбилиси (груз. თბილისი) је главни и највећи град Грузије. Према процени из 2024. било је 1.258.526 становника, односно 1.485.293 становника у ширем подручју.
Град се налази у источном делу Грузије. Простире се 21 km уз реку Кура. На западу од Тбилисија је планина Мтацминда, а на југу је Табори и планински ланац Сололаки. Надморска висина града је веома неједнака (380–727 m), тако да су многе стамбене четврти изграђене на терасама.
Име града значи топли извор, што се односи на извор минералне воде који је температуре 46,5 °C који се налази у близини града. Овај извор је вековима коришћен као купалиште. До 1936. град је био познат по руском имену Тифлис.
Тбилиси је настао у 5. веку. Основао га је грузијски краљ Вахтанг I Горгасал. До шестог века је постао престоница Грузије.

## Историја
Према старој легенди, данашња територија Тбилисија била је покривена шумом све до 458. године. Једна широко прихваћена легенда каже да је оснивач града био краљ Вахтанг I Горгасал од Грузије. Он је одлазио у лов у шуму са својим соколом (понекад је соко замењен јастребом или другом птицом грабљивицом, у зависности од варијанте легенде). Краљев соко наводно се био повредио док је ловио фазана, па су обе птице упале у извор топле воде и умрле од опекотина. Краљ Вактанг је постао толико импресиониран изворима топле воде да је одлучио да искрчи шуму и сагради град на том месту. Име Тбилиси потиче од старог грузијског Т'пилиси, а даље од Т'пили (топао). Назив Т'пили или Т'пилиси (дословно — топло место) дато је граду због бројних сумпоровитих извора топле воде који излазе из земље. Археолошка истраживања у региону наишла су на доказе који говоре да је на територији Тбилисија постојало људско насеље још од четвртог миленијума пре нове ере.

## Географија
Тбилиси је смештен у јужном Закавказју, у долини реке Куре. Град се налази на надморској висини 380–770 m и у облику је амфитеатра окруженог планинама са три стране. На северу, Тбилиси је омеђен планином Сагурамо, са истока и југоистока планином Лори, а са западна разним крајевима планине Триалети.
Рељеф Тбилисија је сложен. Део града који лежи на северној обали Куре простире се на више од 30 km, од дистрикта Авчала до реке Лочини. Део града који се налази на десној обали Куре изграђен је на падинама Триалетија тако да се град спушта све до обале реке. Планине представљају значајну препреку за урбани развој града са десне стране реке. Оваква врста географског окружења ствара “џепове” развијених делова града, док су остали делови остали неразвијени због сложеног топографског рељефа.
У северном делу града налази се велики резервоар (познатији као Тбилисијско море) који се храни каналима за наводњавање.

### Клима
Тбилиси има влажну суптропску климу са топлим летима и хладним зимама. Град добија довољно падавина тако да не припада степској клими. Клима је под утицајем сувих (Централна Азија/Сибир) ваздушних маса са истока и океанских (Атлантик/Црно Море) ваздушних маса са запада. Пошто је град ограђен планинама са већине страна, а у непосредној је близини великих водених маса (Црно и Каспијско Море), а пошто велики кавкаски венац блокира долазак хладних ваздушних маса из Русије, Тбилиси има релативно благу микроклиму у поређењу са другим градовима који поседују сличну континенталну климу на истим географским ширинама.
Просечна годишња температура је 12,7 °C. Јануар је најхладнији месец са просечном температуром 0,9 °C, док је јул најтоплији са просечном температуром 24,4 °C. Апсолутни минимум температуре који је забележен је −24 °C, док је апсолутни максимум 40 °C. Просечна годишња количина падавина износи 568 милиметара. Мај и јун су највлажнији месеци (у просеку 84 mm сваког месеца), док је јануар најсувљи (просечно 20 mm). Снег пада у просеку 15-25 дана годишње. Околне планине често стварају облаке над градом, углавном током пролећа и јесени, што доводи до дужег кишног или облачног времена. Северозападни ветрови дувају у већини града током целе године. Југоисточни ветрови су такође чести.
| Клима Тбилисија                                                                                               | Клима Тбилисија | Клима Тбилисија | Клима Тбилисија | Клима Тбилисија | Клима Тбилисија | Клима Тбилисија | Клима Тбилисија | Клима Тбилисија | Клима Тбилисија | Клима Тбилисија | Клима Тбилисија | Клима Тбилисија | Клима Тбилисија |
| Показатељ \ Месец                                                                                             | .Јан.           | .Феб.           | .Мар.           | .Апр.           | .Мај.           | .Јун.           | .Јул.           | .Авг.           | .Сеп.           | .Окт.           | .Нов.           | .Дец.           | .Год.           |
| --- | --------------- | --------------- | --------------- | --------------- | --------------- | --------------- | --------------- | --------------- | --------------- | --------------- | --------------- | --------------- | --------------- |
| Апсолутни максимум, °C (°F)                                                                                   | 19,5 (67,1)     | 22,4 (72,3)     | 28,9 (84)       | 34,4 (93,9)     | 35,1 (95,2)     | 40,2 (104,4)    | 42,0 (107,6)    | 40,4 (104,7)    | 37,9 (100,2)    | 33,3 (91,9)     | 27,2 (81)       | 22,8 (73)       | 42,0 (107,6)    |
| Максимум, °C (°F)                                                                                             | 6,6 (43,9)      | 7,7 (45,9)      | 12,6 (54,7)     | 18,9 (66)       | 23,1 (73,6)     | 28,1 (82,6)     | 31,2 (88,2)     | 30,9 (87,6)     | 26,4 (79,5)     | 19,8 (67,6)     | 12,8 (55)       | 8,4 (47,1)      | 18,9 (66)       |
| Просек, °C (°F)                                                                                               | 2,3 (36,1)      | 3,1 (37,6)      | 7,2 (45)        | 12,7 (54,9)     | 17,2 (63)       | 21,7 (71,1)     | 24,9 (76,8)     | 24,7 (76,5)     | 20,2 (68,4)     | 14,2 (57,6)     | 7,9 (46,2)      | 3,7 (38,7)      | 13,3 (55,9)     |
| Минимум, °C (°F)                                                                                              | −0,8 (30,6)     | 0,0 (32)        | 3,2 (37,8)      | 8,4 (47,1)      | 12,4 (54,3)     | 16,5 (61,7)     | 19,8 (67,6)     | 19,5 (67,1)     | 15,4 (59,7)     | 10,4 (50,7)     | 4,9 (40,8)      | 1,3 (34,3)      | 9,3 (48,7)      |
| Апсолутни минимум, °C (°F)                                                                                    | −24,4 (−11,9)   | −14,8 (5,4)     | −12,8 (9)       | −3,8 (25,2)     | 1,0 (33,8)      | 6,3 (43,3)      | 9,3 (48,7)      | 8,9 (48)        | 0,8 (33,4)      | −6,4 (20,5)     | −7,1 (19,2)     | −20,5 (−4,9)    | −24,4 (−11,9)   |
| Количина падавина, mm (in)                                                                                    | 18,9 (0,744)    | 25,8 (1,016)    | 30,3 (1,193)    | 50,5 (1,988)    | 77,6 (3,055)    | 76,0 (2,992)    | 44,9 (1,768)    | 47,5 (1,87)     | 35,6 (1,402)    | 37,5 (1,476)    | 29,9 (1,177)    | 21,0 (0,827)    | 495,5 (19,508)  |
| Дани са падавинама                                                                                            | 4,0             | 4,6             | 5,9             | 7,6             | 9,7             | 8,7             | 5,7             | 5,7             | 5,0             | 5,6             | 4,4             | 4,0             | 70,9            |
| Релативна влажност, %                                                                                         | 74              | 72              | 68              | 66              | 67              | 64              | 61              | 62              | 66              | 73              | 76              | 76              | 69              |
| Сунчани сати — месечни просек                                                                                 | 99              | 102             | 142             | 171             | 213             | 249             | 256             | 248             | 206             | 164             | 103             | 93              | 2.046           |
| Извор: Pogoda.ru.net (Temperatures, humidity), WMO (Precipitation, precipitation days), NOAA (Sunshine hours) |                 |                 |                 |                 |                 |                 |                 |                 |                 |                 |                 |                 |                 |

## Становништво
Према процени, у граду је 2019. живело 1.171.100 становника.
| 1989.     | 2002.     | 2014.     | 2019.     |
| --------- | --------- | --------- | --------- |
| 1.259.692 | 1.072.887 | 1.018.035 | 1.171.100 |

## Знаменитости
У Тбилисију се налазе зграде грузијског парламента и владе, више универзитета, конзерваторијум, државна опера, позориште Шота Руставели, позориште Марјанишвили, државни музеји, Народна Библиотека Парламента Грузије, Народна банка Грузије и многе друге институције.
У Тбилисију се налази утврђење Нарикала, Црква Анчишкати из 6. века, Храм Сиони и Црква Метеки.
- Стари град
- Поглед са тврђаве Нарикала
- Црква Мама-Давити
- Синагога
- Позориште Руставели

## Партнерски градови
- Јереван
- Бристол
- Инзбрук
- Атланта
- Нант
- Сарбрикен
- Љубљана
- Палермо
- Билбао
- Кијев
- Нур Султан
- Виљнус
- Кишињев
- Каиро
- Доха
- Техеран
- Минск
- Истанбул
- Софија
- Краков[21]
- Праг[22]